# 汉斯·瓦尔茨霍费尔
汉斯·瓦尔茨霍费尔（德語：Hans Walzhofer，1906年3月23日—1970年3月1日），奥地利前男子足球运动员。他曾代表奥地利国家队参加1934年国际足联世界杯，结果队伍获得第四名。